# Dolore addominale
Il dolore addominale è un sintomo avvertito nella regione delimitata superiormente dal torace, inferiormente dall'inguine. Il dolore addominale può essere acuto o cronico, localizzato o diffuso, crampiforme o continuo, urente o trafittivo. Se improvviso e accompagnato da dolore cervicale (della testa) potrebbe essere solo una così detta “frescata” cioè un calo di temperatura improvviso , non sarebbe, in questo caso un problema grave.
È espressione di una grande quantità di patologie di cui: 
- alcune banali
- altre importanti o comunque impattanti sulla qualità di vita[1] ma non in grado di minacciare la vita della persona (es. stipsi cronica, sindrome dell'intestino irritabile, ...)
- altre gravi da minacciare la vita della persona

Per tali ragioni ai fini della diagnosi è necessario fornire al medico una descrizione accurata del tipo di dolore, della sede del dolore, dei sintomi ad esso associati e della storia del dolore (tempo di insorgenza, durata, manovre che aggravano o che alleviano il sintomo).

## Tipi di dolore
Esistono vari tipi di dolore addominale:
- dolore viscerale

dolore che di solito si sviluppa lentamente, diventando profondo, sordo e difficilmente localizzabile, più comunemente nella zona periombelicale, epigastrica o ipogastrica;
- dolore somatico

dolore intenso, ben localizzato alla parete addominale, di solito aggravato dai movimenti o dalla tosse;
- dolore riferito

dolore che si sviluppa in una sede diversa dall'origine del dolore, ma che condivide con essa l'innervazione; questo tipo di dolore viene avvertito sulla cute o nei tessuti più profondi, ma è ben localizzabile e di solito si associa a iperestesia della zona interessata;
- dolore urente

dolore che accompagna di solito ulcera peptica o malattia da reflusso gastroesofageo; si localizza nella zona epigastrica e si manifesta a scadenze fisse nella giornata;
- dolore trafittivo

si associa di solito a ulcera gastrica o duodenale perforata, pancreatite, rottura di un aneurisma, colecistite acuta, o a calcolosi ureterale;
- dolore crampiforme

è provocato da stiramento o distensione del peritoneo o del mesentere, è tipico della sindrome del colon irritabile o delle situazioni di costipazione e, in maniera più intensa, può essere sintomo di appendicite, diverticolite, malattie infiammatorie croniche dell'intestino.

## Manifestazioni associate al dolore addominale
Fra i sintomi e i segni associati al dolore, la presenza di febbre, brividi, nausea, vomito, diarrea, stipsi, disfagia, odinofagia, disuria può di volta in volta aiutare a chiarire l'origine del dolore.

## Esami
Vista la vastità delle possibilità sono molti gli esami da eseguire, alla ricerca di una diagnosi, ma una corretta anamnesi può fornire al medico informazioni rilevanti sull'inizio, la durata, la qualità, la gravità e la sede del disturbo e permette di escludere con ragionevole probabilità una serie di ipotesi diagnostiche già alla prima consultazione.
Allo stesso modo l'esame obiettivo, mirato alla ricerca di segni associati, masse, traumi, emorragie è in grado di orientare il medico prima che il paziente venga inviato ad eseguire esami non necessari.
Per chiarire la diagnosi è utile eseguire:
- Esami ematochimici: emocromo, elettroliti, enzimi epatici, creatinina, lipasi, test di gravidanza, esame delle urine.
- Radiografia dell'addome "in bianco" e del torace.
- Ecografia addominale
- Elettrocardiogramma, utile ad escludere ischemia miocardica, che a volte può manifestarsi con dolore epigastrico.

In caso di situazioni non acute, se la diagnosi non è chiara dopo l'anamnesi, l'esame obiettivo e l'esecuzione degli esami di base, può essere utile l'approfondimento mediante:
- TAC addomino-pelvica per escludere patologie tumorali
- gastroscopia
- colonscopia.

## Terapie farmacologiche e "naturali"
Nel caso in cui il dolore addominale sia causato da stipsi cronica si agisce curando la stipsi cronica
Nel caso in cui il dolore sia causato da Sindrome dell'Intestino Irritabile l'approccio terapeutico è vasto e può esser farmacologico come no.
A livello non farmacologico è dimostrata l'efficacia di variazioni dietetiche mirate a diminuire l'apporto di Fodmap, tanto che: 
- può diminuire la sensazione di dolore del 40% anche solo dopo un mese
- nel lungo periodo (oltre 15 mesi) può più che dimezzarne la percezione con un effetto oltre 5 volte superiore al placebo